# North Wingfield
North Wingfield est une paroisse civile et un village du Derbyshire, en Angleterre.